# Bernardo Ferrándiz
Bernardo Ferrándiz Bádenes (Valencia, 21 de julio de 1835-Málaga, 3 de mayo de 1885) fue un pintor español, contemporáneo de Degrain.

## Biografía
Nacido en julio de 1835 en el barrio de Pueblo Nuevo del Mar (Cañamelar),  al norte del puerto valenciano, inició su formación pictórica en la Real Academia de Bellas Artes de San Carlos, como discípulo de Francisco Martínez. Sus creaciones evidencian su inclinación por los asuntos de género, cotidianos. En este sentido uno de sus cuadros más impactantes es El Viático dado a un mendigo moribundo, gracias al cual es premiado por la Diputación de Valencia con un pensionado para continuar su formación fuera de España. Viajó por África e Italia, más concretamente a Roma, y participó en varias exposiciones, obteniendo mención honorífica en la Exposición Nacional de Bellas Artes de 1860, recibió la segunda medalla de la Exposición de 1864 por su obra Un alcalde de monterilla y fue medalla de plata en la de Madrid, de 1866.

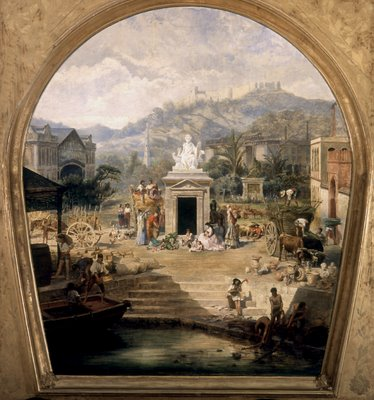
Alegoría de la Historia, Industria y Comercio de Málaga por Bernardo Ferrándiz.

Se incorporó a la Academia de San Fernando en Madrid, 1876, donde asistió al taller de Madrazo. Había llegado a Málaga en 1868 tomando posesión de la cátedra de Colorido y Composición de la Escuela de Bellas Artes de San Telmo, tras unas duras oposiciones desarrolladas en Madrid, y permaneció formando parte de esta escuela malagueña hasta que en 1878 fue nombrado su director. Fue amigo inseparable de Muñoz Degrain, al que atrajo a Málaga. Entre sus muchos discípulos destacaron Moreno Carbonero, José Nogales, Blanco Coris, Enrique Simonet, José Denis Belgrano o Pedro Sáenz Sáenz, entre otros. Estudió pintura también en París con Duret. Sus retratos de Ciscar y Juan de Juanes se puede ver en el Palacio de la Generalidad Valenciana. Los cuadros de Ferrándiz están ampliamente repartidos por España, Francia, Italia y coleccionistas particulares de otras naciones. Aunque la mayor parte de su producción se encuentra en el extranjero (Colección Goupil), hay trece obras suyas en el Museo de Málaga. Destacándose entre su producción obras como El charlatán político, y Salida de los picadores de la posada, entre otras. Su más conocida pintura es El Tribunal de les Aigües (El Tribunal de las Aguas, de 1865), del que hay dos versiones, la primera se encuentra en el Museo de Bellas Artes de Burdeos y fue adquirida por Napoleón III, y el segundo se encuentra en Valencia. Otra obra suya que fue bastante conocida es El juicio de las botas.
Ferrándiz vivió diecisiete años en Málaga, donde pintó el techo del teatro Cervantes (Alegoría de la Historia, Industria y Comercio de Málaga) y donde existe un monumento en su honor en el Parque de Málaga. Es considerado como uno de los integrantes e impulsores de la Escuela malagueña de pintura.[cita requerida] Fue enterrado en el Cementerio San Miguel de Málaga.